# 桑特马特乌德尔迈斯特拉特
桑特马特乌德尔迈斯特拉特，是西班牙瓦伦西亚自治区卡斯特利翁省的一个市镇。总面积65平方公里，总人口1859人（2001年），人口密度29人/平方公里。